# Doraemon: Chú khủng long của Nobita
Doraemon: Chú khủng long của Nobita (Nhật: ドラえもん のび太の恐竜) là một phim điện ảnh anime thể loại khoa học viễn tưởng sản xuất năm 1980 của đạo diễn Fukutomi Hiroshi, nằm trong loạt manga và anime Doraemon. Đây là phim chủ đề đầu tiên của anime Doraemon, bắt nguồn từ một chương truyện tranh ngắn do tác giả Fujiko F. Fujio sáng tác đăng trên tạp chí Weekly Shōnen Sunday của nhà xuất bản Shogakukan. Trước khi chính thức công chiếu vào tháng 3 năm 1980, Fujiko F. Fujio đã đăng tiếp toàn bộ nội dung truyện trên tạp chí CoroCoro Comic cũng do Shogakukan ấn hành, sau đó được xuất bản dưới dạng tankōbon vào năm 1983 và trở thành tập manga đầu tiên thuộc xê-ri truyện dài Doraemon. Truyện phim mở đầu khi Nobita tìm thấy một quả trứng hóa thạch, và bằng bảo bối của Doraemon đã giúp nở ra một chú khủng long hiền lành mà cậu bé đặt tên là Pīsuke. Do không thể nuôi khủng long giữa lòng Tokyo hiện đại, Nobita phải đưa Pīsuke trở về quê nhà ở kỷ Creta, đồng thời tìm cách bảo vệ chú khủng long khỏi sự truy bắt của những tay săn trộm đến từ thế kỷ tương lai.
Sau khi công chiếu tại Nhật Bản, Toho đã phân phối Doraemon: Nobita no Kyōryū dưới định dạng VHS, Betamax và DVD, đồng thời được trình chiếu ở một số quốc gia khác như Thái Lan, Hồng Kông, Anh Quốc. Tại Việt Nam, Doraemon: Nobita no Kyōryū được giới thiệu trước tiên qua phiên bản manga bởi Nhà xuất bản Kim Đồng dưới tựa Thăm công viên khủng long. Công ty Điện ảnh Thành phố Hồ Chí Minh & Hãng phim Phương Nam phát hành phim bằng hình thức VCD thuyết minh tiếng Việt. Doraemon: Nobita no Kyōryū đã đoạt danh hiệu Giải Vàng Xuất sắc của Giải Golden Gross lần thứ hai vào năm 1984 trong hạng mục "Phim điện ảnh quốc gia Nhật Bản" nhờ thành tích nổi bật về doanh thu phòng vé (đạt 1,56 tỉ yên). Năm 2006, một phiên bản làm lại với chất lượng hoạt họa cao hơn ra mắt dưới nhan đề Chú khủng long của Nobita (phim 2006).

## Nội dung
Nobita tình cờ tìm được một quả trứng khủng long hóa thạch, Nobita đã dùng bảo bối "Khăn trùm thời gian" đưa quả trứng trở về thời điểm 100 triệu năm trước và ấp cho trứng nở. Nỗ lực của cậu đã thành công khi loài bò sát thuộc chi Futabasaurus chào đời, được Nobita đặt tên là Pīsuke. Nobita và Doraemon bí mật chăm sóc Pīsuke đến khi trưởng thành, tình bạn giữa cậu và khủng long cũng được vun đắp theo thời gian. Đến khi Pīsuke không thể sống vừa trong nhà nữa, Nobita nuôi khủng long ở hồ nước trong công viên, không may cư dân thành phố phát hiện ra và tiến hành khảo cứu; Nobita và Doraemon buộc phải thả Pīsuke về lại quê hương ở thời kỳ Creta muộn khoảng 100 triệu năm trước.
Trên đường đi, họ bị một tay săn khủng long xuyên thời gian bám đuôi với mưu đồ cướp lấy Pīsuke; và mặc dù Nobita cuối cùng cũng đưa được Pīsuke trở về đúng niên đại, điểm đến lại lạc sang khu vực Bắc Mỹ thay vì quần đảo Nhật Bản. Phát hiện ra sự nhầm lẫn này, Doraemon, Nobita, Shizuka, Jaian, Suneo đã cùng quay lại quá khứ một lần nữa, tuy nhiên khi đến nơi thì "Cỗ máy thời gian" bị hỏng, và họ quyết định hộ tống Pīsuke đến Nhật Bản men theo dải đất nối liền hai châu lục thời cổ đại.
Với việc sử dụng "Chong chóng tre" cùng nhiều bảo bối hỗ trợ khác, nhóm bạn đã băng qua hàng ngàn cây số và chiêm ngưỡng với nhiều loài khủng long như Ornithomimosaurus, Apatosaurus, Tyrannosaurus Rex, Pteranodon. Không may họ vẫn bị tổ chức săn trộm khủng long, đứng đầu là tỉ phú Dollmanstein, theo dõi và có vài lần đụng độ. Lần cuối giáp mặt, Jaian, Suneo và Shizuka đã bị chúng bắt về căn cứ làm con tin. Nobita và Doraemon liều lĩnh đột nhập giải cứu bạn bè, nhưng không thể ngăn được tình thế. May mắn là trong lúc nguy khốn, một con T-Rex trong chuồng vô tình ăn "bánh thuần chủng" và bị Doremon, Nobita thôi miên thành chiến mã đánh bại được binh lính trong tổ chức săn trộm. "Đội Cảnh sát Thời gian" phát hiện ra biến động và đã đến chi viện kịp thời, toàn khu căn cứ bị phá hủy. Cuối cùng Nobita đã đưa Pīsuke đến Nhật Bản cổ đại an toàn, cả nhóm cũng được đội Cảnh sát dẫn về được nhà.

## Sản xuất và phát hành
| Ōyama Nobuyo     | Doraemon       |
| Ohara Noriko     | Nobita         |
| Nomura Michiko   | Shizuka        |
| Kazuya Tatekabe  | Jaian          |
| Kimotsuki Kaneta | Suneo          |
| Yokozawa Keiko   | Pīsuke         |
| Katou Seizo      | Tay săn áo đen |
| Ushio Shima      | Dollmanstein   |

Doraemon nguyên là loạt manga nhiều tập của Fujiko Fujio và về sau là Fujiko F. Fujio, ra mắt lần đầu vào năm 1969 trên các tạp chí của nhà xuất bản Shogakukan và được sáng tác liên tục đến năm 1996, khi tác giả Fujiko F. Fujio qua đời. Tổng cộng có 45 tankōbon ra mắt tại Nhật Bản từ năm 1974 đến 1994. Năm 1973, Shogakukan đã hợp tác với Nippon TV để sản xuất bản chuyển thể anime truyền hình cho Doraemon (giai đoạn 1), và với TV Asahi từ năm 1979 đến nay (giai đoạn 2), qua hàng ngàn tập phim. Song song với việc sản xuất các tập phim lẻ trên TV, Doraemon cũng có những bộ phim anime điện ảnh chiếu tại các rạp vào tháng 3 hàng năm với thời lượng từ 90 đến 120 phút, gọi là các phim chủ đề. Nobita no Kyōryū là bộ phim chủ đề đầu tiên trong giai đoạn sản xuất của TV Asahi. Sau năm 2005, các phim chủ đề của Doraemon bước vào giai đoạn sản xuất thứ ba với nhiều phim được làm lại từ các phim cũ, trong đó có Nobita no Kyōryū dưới nhan đề mới là Doraemon: Nobita no Kyōryū 2006.
Năm 1975, Fujiko F. Fujio sáng tác một chương truyện Doraemon dài 25 trang đăng trên tạp chí Weekly Shōnen Sunday của Shogakukan. Chương này được đưa vào tập 10 của loạt truyện phát hành ngày 29 tháng 3 năm 1976 dưới ấn hiệu Tentomushi Comics. Theo Fujiko F. Fujio, ông lấy cảm hứng sáng tác mẫu truyện từ tiểu thuyết Born Free của Joy Adamson. Kusube Sankichiro, người về sau là giám đốc đại diện của hãng phim Shin-Ei Animation thuộc TV Asahi, vốn là một độc giả trung thành của Doraemon đã gửi thư cho Fujiko F. Fujio và nhà xuất bản Shogakukan đề xuất thực hiện một bộ phim điện ảnh dựa trên mẫu truyện này, vì ông cảm thấy nó sẽ thu hút được rất nhiều khán giả. Fujiko F. Fujio tiếp nhận ý tưởng và lên kế hoạch sáng tác tiếp câu chuyện để mở rộng thành kịch bản phim. Tháng 10 năm 1979, tạp chí CoroCoro Comic của Shogakukan công bố những thông tin đầu tiên về bộ phim điện ảnh do Shin-Ei Animation phụ trách sản xuất. Trong ý tưởng kịch bản ban đầu, Dekisugi đã tham gia chuyến phiêu lưu quay về 100 triệu năm trước cùng nhóm bạn Doraemon, nhưng khi quá trình sản xuất phim kết thúc, nhân vật này đã không xuất hiện từ đầu đến cuối.
Nobita no Kyōryū do Fukutomi Hiroshi đạo diễn, Matsuoka Seiji hỗ trợ viết kịch bản và Kikuchi Shunsuke soạn nhạc, công chiếu vào ngày 15 tháng 3 năm 1980 với thời lượng 92 phút. Bài hát mở đầu phim là "Boku Doraemon" (ぼくドラえもん tạm dịch: "Tôi là Doraemon") và ca khúc kết thúc là "Pocket no Naka ni" (ポケットの中に tạm dịch: "Trong chiếc túi thần"), cả hai đều được thể hiện bởi Ōyama Nobuyo, seiyū của Doraemon; ngoài ra phim cũng chèn thêm ca khúc truyền thống "Doraemon no Uta" (ドラえもんのうた tạm dịch: "Bài hát về Doraemon"). Một trailer giới thiệu được công bố trước đó và ngày nay vẫn có thể xem trên website chính thức của phim Doraemon. Ngoài tác phẩm Born Free tạo nên cảm hứng sáng tác, quá trình dựng phim cũng tham khảo thêm nguồn liệu từ Stagecoach và One Million Years B.C.. Bối cảnh chính của phim diễn ra ở thời kỳ Creta muộn và đã sử dụng thiết kế của nhiều chủng loại khủng long, vốn là niềm đam mê từ bé của tác giả Fujiko F. Fujio. Toho đã phân phối phim tại Nhật Bản dưới dạng băng VHS và Betamax phát bằng chất lượng âm thanh mono, về sau vào các năm 1989 và 1991, Toho tái phát hành phim dưới dạng đĩa lade và VHS đạt chất lượng âm thanh stereo. Ngày 17 tháng 5 năm 1996, Pony Canyon tiếp nối phân phối phim dưới dạng VHS, và đến ngày 14 tháng 3 năm 2001, cũng chính công ty này lần đầu tiên cho ra mắt định dạng DVD của Nobita no Kyōryū. Pony Canyon sau đó tái phát hành DVD với giá ưu đãi vào tháng 9 năm 2010 nhân kỷ niệm 30 năm công chiếu bộ phim.
Sau khi công chiếu tại Nhật Bản, Nobita no Kyōryū tiếp tục được giới thiệu ở một số quốc gia khác. Phim đã công chiếu ở các rạp tại Thái Lan vào ngày 21 tháng 8 năm 1982, tại Hồng Kông vào ngày 14 tháng 8 năm 1983, và tại Anh Quốc vào ngày 5 tháng 1 năm 1996. Một số quốc gia khác phát sóng phim trên truyền hình, như ở México qua các kênh Canal de las Estrellas và Cinema Golden Choice; ở Ý dưới sự cấp phép của Yamato Video qua các kênh Euro TV, Odeon 24 và Junior TV; và ở Hàn Quốc vào năm 2002 qua kênh MBC. Nobita no Kyōryū cũng được ra mắt ở Đài Loan dưới định dạng VHS lồng tiếng Trung và ở Việt Nam dưới định dạng VCD thuyết minh tiếng Việt bởi Công ty Điện ảnh Thành phố Hồ Chí Minh (nay là Công ty Cổ phần Truyền thông - Điện ảnh Sài Gòn) và được phát hành bởi hãng phim Phương Nam.

## Truyền thông

Bìa manga Nobita no Kyōryū xuất bản tại Nhật Bản bởi Shogakukan vào năm 1983.

Tháng 12 năm 1979, Fujiko F. Fujio cho đăng toàn bộ manga Nobita no Kyōryū, kéo dài ba kỳ từ số tháng 1 đến số tháng 3 năm 1980 của CoroCoro Comic, với sự sửa đổi về hướng đi của cốt truyện vốn đã khép lại trong mẫu truyện ngắn năm 1975, mặc dù vẫn sử dụng những minh họa cũ suốt khoảng 30 trang đầu tiên. Ngày 28 tháng 11 năm 1983, tankōbon biên tập lại các chương trước đó được Shogakukan ra mắt dưới ấn hiệu Tentomushi Comics, đánh dấu sự khởi đầu của loạt manga Daichōhen Doraemon (大長編ドラえもん Doraemon truyện dài). Các tập trong loạt manga này đóng vai trò như những phiên bản truyện tranh tương ứng của các bộ phim điện ảnh Doraemon hàng năm, với một số khác biệt trong kịch bản. So với phần truyện được đăng trên tạp chí, manga Nobita no Kyōryū dạng tankōbon đã có nhiều sự thay đổi và bổ sung quan trọng, ví dụ như phân đoạn Doraemon giải thích về độ dài của 100 triệu năm hay sự xuất hiện của loài gặm nhấm có vú Triconodon mordax vốn không hề nằm trong tạp chí. Fujiko F. Fujio cũng sửa chữa các lời thoại như tên gọi khủng long khi thay Brontosaurus trong tạp chí bằng Apatosaurus ở phiên bản tankōbon, sau những nghiên cứu mới được công bố về loài bò sát này. Về sau vào năm 2006, các chương nguyên bản chưa qua chỉnh sửa của phiên bản tạp chí được tập hợp lại trong một tập truyện gọi là Color-ban Doraemon: Nobita no Kyōryū, với một số trang màu đỏ-đen bám sát theo kỹ thuật in màu tạp chí truyện tranh học đường Nhật Bản những năm 1980.
Tháng 2 năm 1995, một ấn bản bìa mềm khổ nhỏ hơn được ra mắt nhằm kỷ niệm sự thành công của loạt phim chủ đề suốt 15 năm. Shogakukan phát hành một ấn bản đặc biệt ở khổ rộng A3 vào tháng 9 năm 1999, dành cho những người có vấn đề về thị lực. Tháng 9 năm 2010, Nobita no Kyōryū tái xuất hiện trong quyển đầu tiên của tuyển tập Fujiko F. Fujio Toàn tập (藤子・Ｆ・不二雄大全集 Fujiko F. Fujio Daizenshū) dành cho loạt Daichōhen. Tháng 2 năm 2014, nhân kỷ niệm 80 năm ngày sinh của Fujiko F. Fujio, Shogakukan đã tái bản tác phẩm dưới dạng ấn bản đặc biệt khổ rộng sử dụng một hình bìa hoàn toàn khác so với các lần phát hành trước đây, vốn là dự thảo bìa do chính tác giả minh họa lúc sinh thời. Một phiên bản truyện tranh màu chuyển tải những hình họa trong anime đã qua biên tập phát hành vào tháng 2 năm 2004. Trong một tập của loạt sách Doraemon khoa học thế giới phát hành năm 2011, Fujiko Pro đã dựa trên chủ đề của bộ phim để giới thiệu rộng ra những tư liệu về các loài khủng long và động vật đã tuyệt chủng. Ngoài thư phẩm, Nobita no Kyōryū còn được dựng thành một vở nhạc kịch vào năm 1994 bởi Iizuka Stage Office. Vở nhạc kịch này sau đó đã chiếu giới thiệu tại Hồng Kông, Đài Loan và Malaysia.
Manga Nobita no Kyōryū được Nhà xuất bản Kim Đồng ấn hành lần đầu tại Việt Nam vào năm 1993 với tên Chú khủng long lạc loài. Tựa của bộ truyện phiên âm thành Đôrêmon còn tên nhân vật được sửa đổi cho quen thuộc với cách đọc của thiếu nhi Việt Nam (xem thêm: Doraemon tại Việt Nam). Sau năm 1996, với việc ký kết bản quyền phát hành Đôrêmon ở Việt Nam, truyện được tái in ấn dưới tựa Thăm công viên khủng long, trở thành tập đầu tiên trong loạt Truyện dài Đôrêmon tương ứng với loạt Daichōhen Doraemon ở Nhật Bản. Từ năm 2010, sau khi Kim Đồng tái phát hành bộ truyện Doraemon mới trong đó đổi lại tựa đề, tên nhân vật cũng như bản dịch trên tinh thần bám sát nguyên tác, nhan đề tập truyện cũng được thay thành Chú khủng long của Nobita. Là một phần của bộ truyện tranh nổi tiếng có những tác động văn hóa nhất định ở Việt Nam, Doraemon: Chú khủng long của Nobita đã trải qua nhiều lần tái bản. Kim Đồng cũng phát hành ấn bản truyện màu tạp chí và phiên bản biên tập hình họa từ phim anime. Tập truyện này cũng được mua bản quyền phát hành tại Thái Lan bởi Nation Edutainment, tại Đài Loan bởi Nhà xuất bản Thanh Văn, và tại Hồng Kông bởi Culturecom Holdings.

## Đón nhận
Doraemon: Nobita no Kyōryū đạt 1,56 tỉ yên (khoảng 287 tỉ đồng) doanh thu phòng vé với lượng khán giả ghi nhận vào năm 1980 là 3,2 triệu người, được chiếu liên tục cùng với suất chiếu lại của Mothra vs. Godzilla. Đây là phim có doanh thu cao thứ Tư của năm 1980. Mặc dù phim lên án hành vi săn bắt khủng long và mở rộng ra hơn là việc săn trộm động vật quý hiếm, có một chương truyện trước đó mang tựa "Kyōryū Hunter" ("Tay săn khủng long") về sau được đưa vào tập 2 của loạt truyện ngắn Doraemon phát hành năm 1974 rồi chuyển thể thành tập anime truyền hình phát sóng ngày 10 tháng 4 năm 1979, trong đó cổ súy cho việc làm này với giải thích rằng săn khủng long là một môn thể thao thịnh hành ở thế kỷ tương lai; và theo đạo diễn Miyazaki Hayao thì đó là một sự mâu thuẫn trong thời kỳ ban sơ của tác phẩm. Trong tập phim làm lại thuộc giai đoạn sản xuất thứ ba của anime phát sóng ngày 6 tháng 2 năm 2015 mang mã số 668, Doraemon đã giải thích rằng những con khủng long sau khi săn sẽ được trả về nơi sống ban đầu của chúng. Trong bộ phim chủ đề liền sau là Nobita no Uchū Kaitakushi (Nobita và lịch sử khai phá vũ trụ), hình ảnh hai loài khủng long Tyrannosaurus và Pteranodon đã được thể hiện lướt qua trong đoạn phim mở đầu.
Doraemon: Nobita no Kyōryū giành Giải Vàng Xuất sắc của Giải Golden Gross lần thứ hai trao tặng năm 1984 trong hạng mục "Phim điện ảnh quốc gia Nhật Bản" nhờ thành tích doanh thu nổi bật của nó. Đạo diễn Steven Spielberg đã đến Nhật Bản vào thời điểm phim công chiếu, và ông là một khán giả của phim cũng như Mothra vs. Godzilla. Theo quyển Thế giới của Fujiko F. Fujio xuất bản năm 1997 nghiên cứu về cuộc đời và sự nghiệp của tác giả Doraemon, Nobita no Kyōryū đã gây ảnh hưởng lên Steven và điều đó thể hiện ra trong bộ phim kinh điển E.T. Sinh vật ngoài hành tinh của ông. Năm 2006, khi phiên bản làm lại Nobita no Kyōryū 2006 ra mắt với công nghệ hoạt họa hiện đại cùng một số thay đổi trong kịch bản, nó được chọn chiếu giới thiệu thông qua đại sứ quán Nhật Bản tại hơn 55 quốc gia bằng năm thứ tiếng chính là Anh, Nga, Pháp, Tây Ban Nha và Trung như một phần trong sứ mệnh Đại sứ Văn hóa của Doraemon.